# Золотарьово (Україна)
Золотарьово — село в Україні, у Закарпатській області, Хустському районі. Входить до складу Драгівської сільської громади. Населення становить 4266 осіб (2001 р).

## Назва
У 1995 р. назву села Золотарево було змінено на Золотарьово.

## Розташування
Село Золотарьово знаходиться в південно-східній частині Хустського району, на дорозі, що веде до «Закарпатського моря» — Вільшанського водосховища, та особливої перлини нашого краю — Синевирського озера, що за всеукраїнським конкурсом «7 чудес України» визнано одним з семи природних чудес країни. По цій же дорозі розташовані чотири дерев'яні церкви, пам'ятники архітектури XV—XVIII ст., десятки кам'яних церков та п'ять монастирів XVIII—XX ст., а також декілька мінеральних джерел, річка Теребля та безліч потічків, десятки краєзнавчих та інших музеїв, у тому числі музей архітектури та побуту «Старе село» під відкритим небом, що відтворює матеріальне, духовне та культурне життя краян в XIX та початку XX століть.

## Легенда
Існує багато легенд про походження села. Найперша легенда говорить про те, що давним-давно на початку села з північно-західного боку колись були золоті копальні-шахти, де добували золото. Згодом в одній із шахт пробилося джерело з чистою кришталевою водою, яка ніколи не пересихає та настільки бурхливо б'є з під землі і викидає золоті піщинки, що люди казали: «Золота реве». А згодом і село назвали Золотарьово. До цих пір люди називають її «Золота криниця» і знаходиться вона на дні озера «Великий рибник», вода з якого перетікає в потічок, за чисту кришталеву воду з золотими піщинками люди дали йому назву «Лазурний».

## Історія
Перша історична та письмова згадка про село датована 1414 роком. Про це сказано в історії-літописі села, написаної ще у 1938 році сільським вчителем Омеляном Белінським.

Чертіж
Чертіж — колишнє село в Україні, в Закарпатській області.
Об'єднане з селом Золотарьово  рішенням облвиконкому Закарпатської області № 155 від 15.04.1967
На південному краю села, у долині потічка «Байлово» в тій частині села, що називається «Чертеж», знаходиться джерело з мінеральною сірководневою водою, яке має унікальні лікувальні властивості для лікування захворювань органів дихання, опорно-рухового апарату, неврологічних, гастроентерологічних захворювань та інших.
Функціонує храм.
Черетове
Черетове
Черетове — колишнє село в Україні, в Закарпатській області.
Об'єднане з селом Золотарьово  рішенням облвиконкому Закарпатської області № 155 від 15.04.1967
Згадка у ХІХ столітті
Функціонує храм.

Дубрівка
Дубрівка - колишнє село в Україні, в Закарпатській області.
Об'єднане з селом Золотарьово рішенням облвиконкому Закарпатської області №155 від 15.04.1967
Перша згадка в другій половині ХІХ століття

### Перша світова війна
Дванадцять золотарівців загинули під час Першої світової війни[.

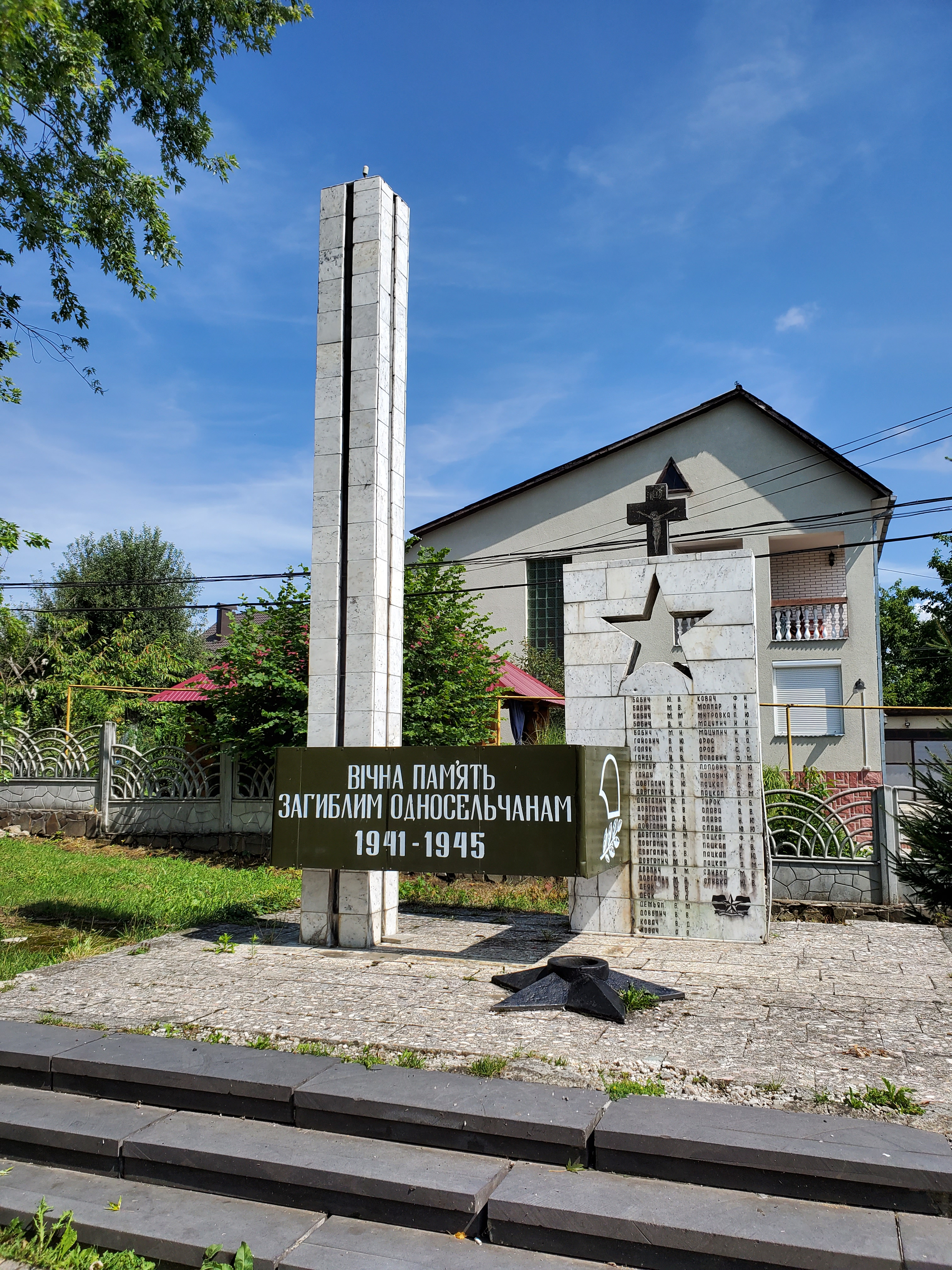

### Друга світова війна
15 березня 1939 року в рамках окупації Закарпаття Угорським королівством в село увійшла угорська армія. Масові арешти та допити громадян. Восени 1939 і 1940 років із села виїхало близько 80 осіб, які через перевал у селі Синевирська Поляна перетнули кордон із Радянським Союзом, щоб знайти притулок. Деякі потрапили в полон до угорської армії і повернулися додому. А тих, кому вдалося перетнути кордон, ловили на тому боці.
У квітні 1944 року євреїв із Золотарьова депортували до гетто в сусідньому Хусті, а наприкінці травня депортували до Освенцима.
23 жовтня 1944 року село було визволено радянською армією. Загинуло або пропало безвісти 55 жителів Золотарьово – учасників Другої світової війни. У 1961 році цим полеглим односельчанам встановлено пам’ятний знак. У 1986 році відкрито новий пам’ятник загиблим воїнам-землякам. первісний меморіал був похований поруч з новим.

## Топоніміка
Село розкинулось на мальовничих різнорівневих ландшафтах сивих димчастих Карпат: пагорбах, долинах, підгірках та безлічі ярочках-потічках, навесні потопає у яблуневому розово-білому цвіті, літом — у казковому розмаїтті карпатських квітів, восени — у смачних, ароматичних плодах яблук — «ферковань», а зимою ці ж яблуні, оповиті сріблястим інеєм та білим сліпучим снігом, створюють пазли, з яких кожна людина за своєю уявою може складати казкові картини. Село ділиться на кілька частин — Центр, Осуй, Посіч, Горбок, Горб, Березник, Берег, Ковбасово, Поруб, Байлово, Діброва, Чертеж, Черетово, Турчини, Депо. Кожна з них має своє походження, свою історію виникнення.
3 південного заходу села знаходиться знаменитий дубовий Королівській ліс (Королюська хаща) — належав до мисливських угідь королівської династії австро-угорськоі імперії (праліси). За переказами тут відпочивав Петро I, коли відбирає з місцевої інтелігенції вчителів до царського двору. В західній частині — гора Осуй, яка засаджена яблуневим садом, особливо чарівним у період цвітіння, фотографії друкувалися у журналах «Україна», м. Київ та «Совестский союз», м. Москва у 1980- х роках.
В урочищі гори Осуй знаходиться забута купальня з лікувальними властивостями, яка діяла з часів Австро-Угорськоі імперії, а у 50-х роках XX ст. там приймали ванни (купіль) — люди видовбували собі копанки, кидали у воду напечене каміння і купалися в мінеральній води. По дорозі на гору Вежа, що на південному сході села, з яко відкривається чудовий краєвид на Золотарьово, перед урочищем «Берег», знаходиться парк відпочинку, у якому є унікальне джерело питної води, яка витікає у дубовий чан (кадуб) для користування населення та у валув для напування худоби.
На північному заході, біля частини села, що називається Посіч, та на північному сході, біля частини села, що називається Москова, знаходяться два озера, одне з яких згадуване раніше «Великий Рибник» та «Рибник», на берегах яких можна порибалити, покупатися, розбити намети. Безпосередньо біля них протікають та беруть назву два потічки «Лазурний» і «Байлово», які біжать через все село, поповнюючись водами безліччю ярочків, та утворюють стрімкі мальовничі береги і квітучі долини. Долини цих потічків, хоча і знаходяться в різних частинах села, але люди дали їм однакову назву «Лази», використовуються для випасання худоби та сінокосів. Вздовж обох потічків, у місцях невеличких затонів, дітлахи створюють маленькі греблі, утворюючи собі місця для купання.
На південному краю села, у долині потічка «Байлово» в тій частині села, що називається «Чертеж», знаходиться джерело з мінеральною сірководневою водою, яке має унікальні лікувальні властивості для лікування захворювань органів дихання, опорно-рухового апарату, неврологічних, гастроентерологічних захворювань та інших.
Архітектурною родзинкою приватних садиб є підвальні приміщення, де зберігається свіжим урожай яблук з осені до літа. , 9 жовтня 2011 року, був встановлений новий рекорд України в категорії «Кондитерські вироби» — найбільший яблучний пиріг України. Зафіксовано наступний результат: довжина пирога — 12.70 м, ширина — 0.58 м, вага — 246.5 кг.

## Церква св. Івана Хрестителя. 1865
У 1751 р. згадують дерев'яну церкву св. Миколи з вежею, з двома дзвонами. Наступна згадка про дерев'яну церкву в доброму стані — в 1801 р. У 1937 р. місцевий вчитель Омелян Білинський почав вести «Хроніку села Золотарьова». Згідно з його записами, дерев'яну церкву в 1865 р. передали в Боронявський монастир, а дзвіницю продали селянину Довганичу на хату.
Камінь на теперішню базилічну церкву возили з гори, де нині Чумалівський монастир. Цеглу випалювали в селі хустські цигани. Камінь для вапна возили з Копашнева та із Заньовки коло Кричева. Будівництво тривало два роки і щодня на церкві працювало до 60 людей. Гроші для спорудження отримували з податків на сіль, що вивозили до Солнока та Сеґеду. Коли гроші закінчилися, звернулися до імператора Франца Йосифа І по допомогу й отримали 1500 срібних.
У церкві у вівтарі є три записи стосовно історії храму. Найдавніший повідомляє, що
«Сей дом Божий созданный 1865 и окрашеный 1875го года под руководствомъ превеленішаго г. Антонія Илляшевича пароха мистного — куратором Михаиломъ Турокъ и прочими благодітелями золотарускими на вичность и славу Божію».
Друга табличка розповідає про малювання інтер'єру в 1971 р., коли священиком був Віктор Січ, кураторами Михайло Довганич, Антон Слава та Василь Слава, а малювання виконали Дмитро Мешко з Мукачева з донькою Сонею Дринко, зятем Володимиром Дринком та сином Євгеном.
Третій напис повідомляє про зовнішній ремонт у 1981 р. за священика П. М. Симканича, кураторів М. І. Довганича, А. П. Довганича, Михайла Станка. Хрест для вежі виготовив і встановив Іван Довганич.
Дерев'яну двоярусну дзвіницю, очевидно, спорудили після Першої світової війни, але тепер вона оббита новими дошками і пофарбована набіло. Біля церкви бетонний хрест, поставлений Іваном Бабичем у 1905 р.
У селі народилися священик Василь Довгович (1783—1848) — видатний діяч культури краю та відомий священик-патріот Василь Лар (1892—1983). Священик Микола Ляхович перебував у концтаборах з 1949 до 1956 р.

## Церква св. Петра і Павла. 1998
Проект стрункої цегляної п'ятибанної церкви 38 м завдовжки, 24 м завширшки та 48 м заввишки виконали хустський архітектор В. М. Довганич та інженер М. М. Мадяр.
Фундамент освятили 1 жовтня 1995 р., а 6 жовтня почали мурувати стіни. Очолив будівництво Василь Рішко з Драгова. Помічниками були ще троє драгівських майстрів.
Церкву будували на пожертви, а особливою жертовністю відзначився монах Яким з Чумальова. Багато зусиль доклали куратор Іван Бабич та Йосип Довганич.
Першим священиком у новобудові став о. Михайло Вурста.

## Відомі люди
Василь Довгович (1783-1849) - поет, філософ, лінгвіст, етнограф, один із фундаторів і член-кореспондент Угорської академії наук (1831). Автор наукових трактатів, мовознавчих та етнографічних досліджень, поезій: 18 - українською мовою, 131 - латинською, 41 - угорською мовами.
Сливка Олександр Іванович (1909 - 2008) - прозаїк, драматург, актор Хустського народного театру, член Спілки письменників України, вчитель історик. Збірки: "Драматичні твори", "Тепла осінь", "Минулося та не забулося", "Широке", "З чистого серця", "На цій тяжкій дорозі".
Попович Антон (1924-2014) - генерал Чеської армії.

## Туристичні місця
- «Золота криниця» і знаходиться вона на днi озера «Великий рибник», вода з якого перетікає в потічок, за чисту кришталеву воду з золотими пiщинками люди дали йому назву «Лазурний».

- знаменитий дубовий Королiвськiй лiс (Королюська хаща)

- яблука — «феркованя»

- В урочищi гори Осуй знаходиться забута купальня з лiкувальними властивостями, яка дiяла з часів Австро-Угорськоi iмперii

- По дорозi на гору Вежа, що на пiвденному сходi села, з яко відкривається чудовий краєвид на Золотарьово, перед урочищем «Берег», знаходиться парк вiдпочинку, у якому є унiкальне джерело питної води, яка витікає у дубовий чан (кадуб) для користування населення та у валув для напування худоби.

- у долині потічка «Байлово» в тій частині села, що називається «Чертеж», знаходиться джерело з мінеральною сірководневою водою, яке має унікальні лікувальні властивості для лікування захворювань органів дихання, опорно-рухового апарату, неврологічних, гастроентерологічних захворювань та інших.

- На північному заході, біля частини села, що називається Посіч, та на північному сході, біля частини села, що називається Москова, знаходяться два озера, одне з яких згадуване раніше «Великий Рибник» та «Рибник», на берегах яких можна порибалити, покупатися, розбити намети. 

- храм св. Івана Хрестителя. 1865

- св. Петра і Павла. 1998

## Фотографії

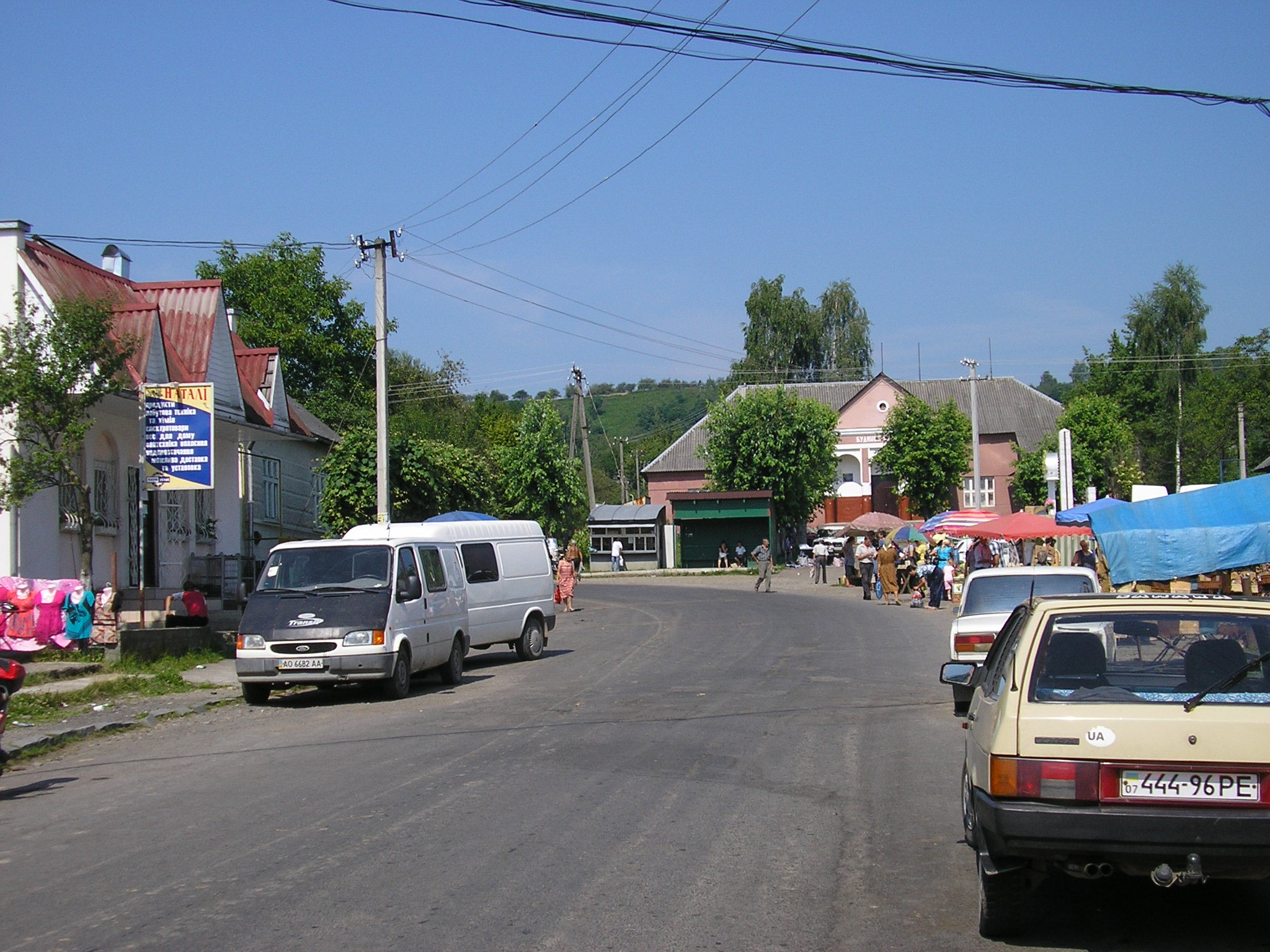
Центральна вулиця Золотарово
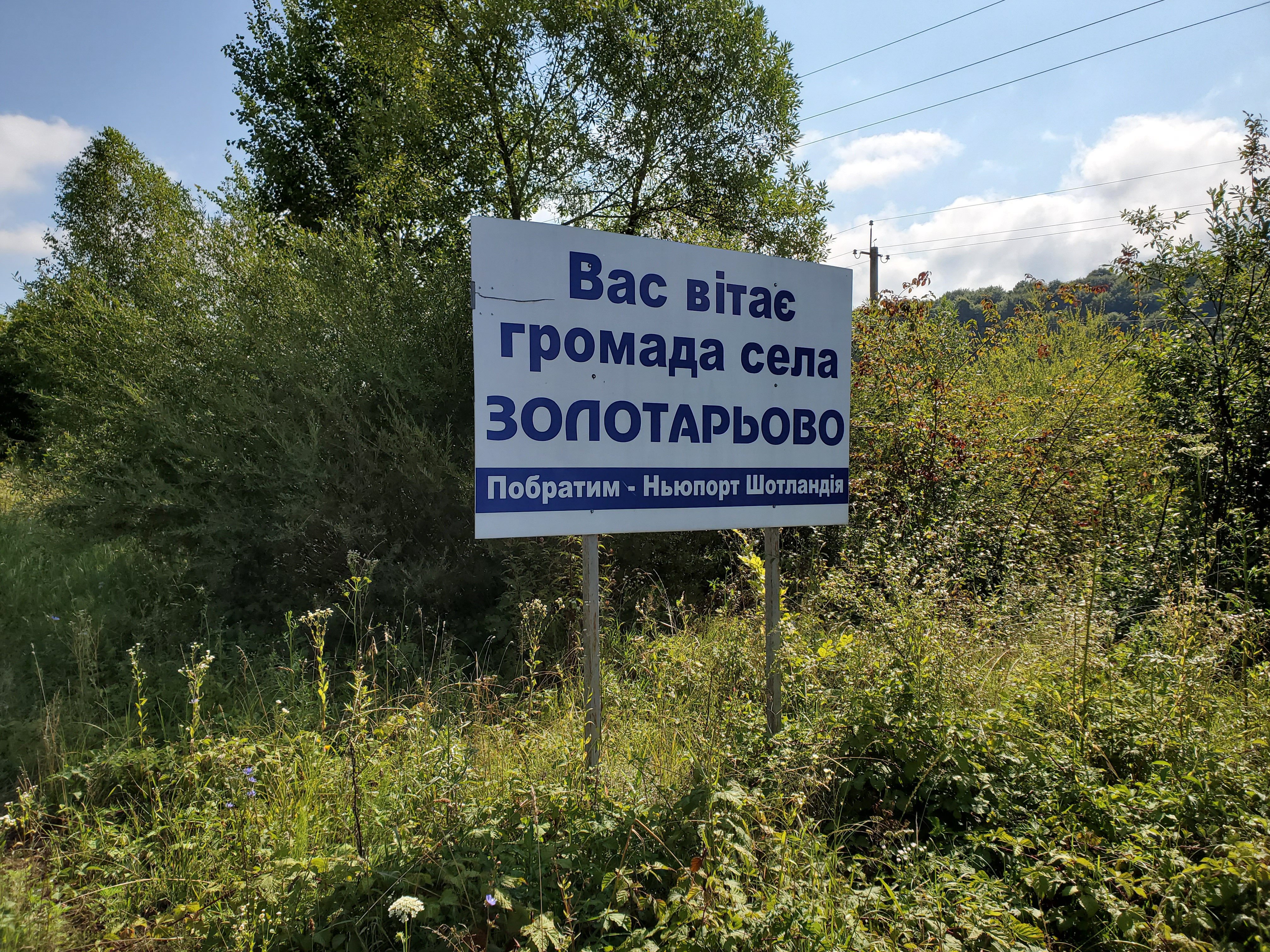
Знак на в'їзді в село
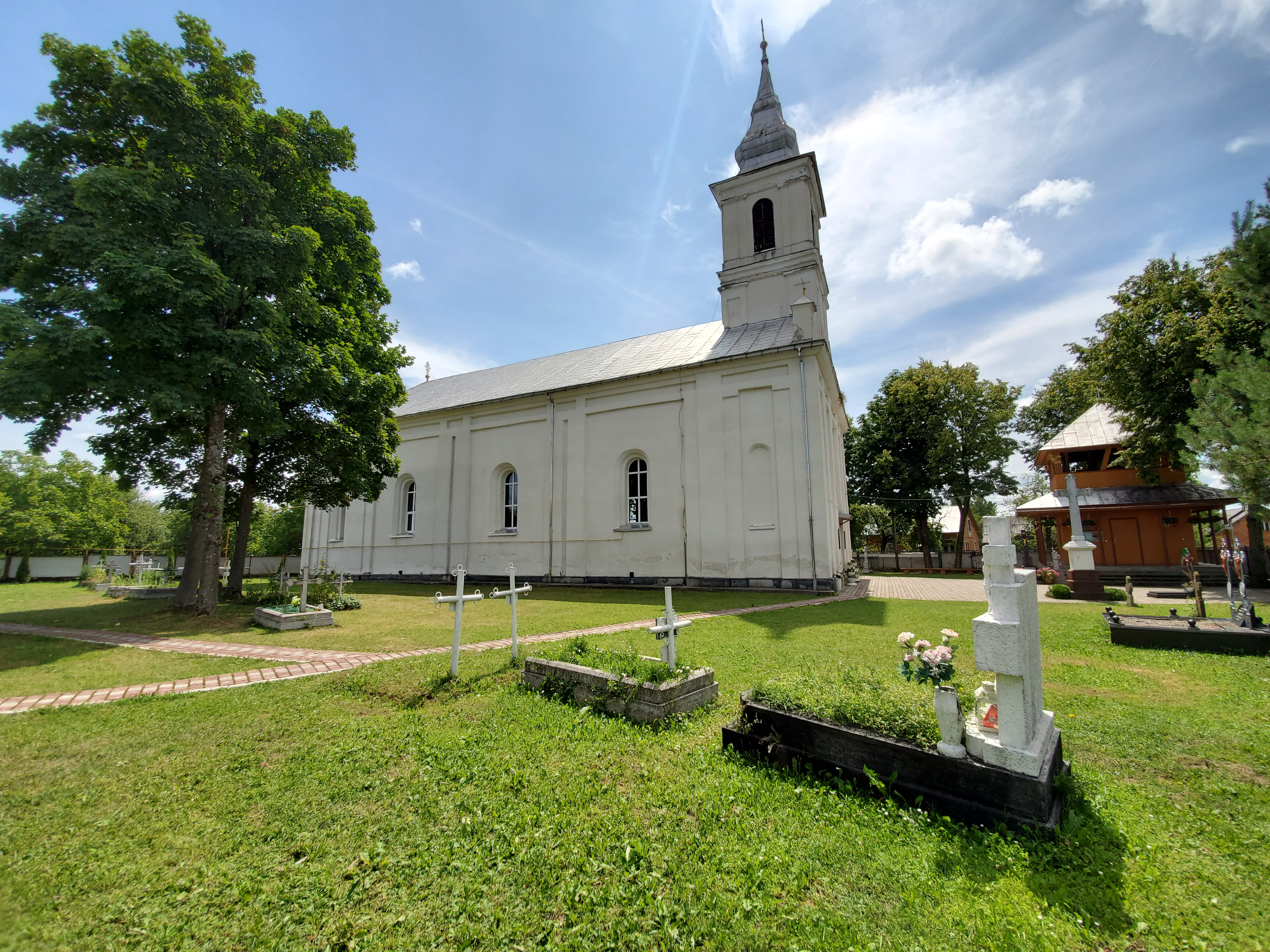
Греко-католицька церква